# Serrat del Vintró
El Serrat del Vintró és una serra situada entre els municipis de Calders i de Talamanca al límit de les comarques del Bages i del Moianès. A més, en l'extrem nord-est, aquest serrat toca breument el terme municipal de Monistrol de Calders, també del Moianès. Té una elevació màxima de 559 metres.
Està situat a la dreta de la riera de Talamanca i a l'esquerra del Calders, a ponent de la masia de Mussarra. En el seu vessant nord-oest hi ha les restes de la masia del Vintró.